# Рубанова, Елена Иосифовна
Елена Иосифовна Рубанова (род. 15 февраля 1942 года, Марпосад, Чувашия, РСФСР, СССР) — советский и российский художник, член-корреспондент Российской академии художеств (2018).

## Биография
Родилась 15 февраля 1942 года в эвакуации в городе Марпосад (Марийский Посад) Чувашской АССР в семье художника И. М. Рубанова, живёт и работает в Москве.
В 1961 году — с серебряной медалью окончила Московскую среднюю художественную школу у А. А. Данильцевой, А. Г. Сукиасяна, Е. Н. Таракановой, Н. И. Андрияки.
В 1968 году — с отличием окончила Московское высшее художественно-промышленное училище.
С 1962 по 1964 годы — преподавала в детской студии дома культуры завода «Каучук», с 1964 года, после выхода на пенсию отца, возглавляла взрослую студию дома культуры завода «Каучук».
С 1969 года — состоит в Союзе художников СССР.
С 1970 по 1991 годы — работала в Комбинате живописного искусства, где писала большие многофигурные композиции с портретным сходством, выполняла книжные иллюстрации.
В 2018 году — избрана членом-корреспондентом Российской Академии художеств от Отделения живописи.
Произведения находятся в музейных и в частных собраниях в России и за рубежом.
С 1965 года — участница многочисленных молодёжных, московских, зональных, республиканских и всесоюзных выставок.

### Семья
- отец — советский художник Иосиф Михайлович Рубанов (1903—1988)
- мать — Анна Львовна Рубанова (Кучерская) (1906—1979)
- сын — Вадим (род. 1980)

## Творческая деятельность
Автор картин «Сосны» (1972), «Дачный интерьер» (1979), «Родник» (1979), «Утро в Суханове» (1979), «Автопортрет» (1982), «Гроза» (1990), «Августовский вечер» (1991), «Зеленая долина» (1991), «Облачный вечер» (1993), «Нелли в кресле» (1993), «Холмы» (1994), «Лесной ручей» (1995), «Портрет Любы Курносовой» (1999), «Тополя» (2003), «Автопортрет на балконе» (2009—2016) и др. Написаны циклы пейзажных картин «Александровский сад» (1998—2008), «Двенадцать месяцев» (2011), «Парк Культуры» (2013—2016).
В 1974 году — работала в г. Нукусе Каракалпакской АССР (Узбекистан), где расписала стену в гидротехническом техникуме в материале классической фрески — пигментами по сырой штукатурке (многофигурная композиция площадью 77 м².).
В 1989 году — расписала стены (площадью 84 м².) в стройуправлении в Москве в Потаповском переулке, дом 6.